# 顎口動物
顎口動物（がくこうどうぶつ）は、顎口動物門（Gnathostomulida）に属する動物の総称。体長0.2-3.5 mm、円筒状の体は頭部と胴部に区分される。頭部にある口にはクチクラ性の固い顎を持つことが特徴である。この顎で砂の表面の細菌や藻類をこそげ落として摂食する。海洋や汽水域の砂中に生息し、自由生活を送る間隙生物である。非常に生息密度が高い場合も多く、1リットルの砂から6000匹以上が見つかることもある。
顎口動物は1956年に新しく発見された。当初は扁形動物に属すると考えられていたが、その後の研究結果により、独立した動物門として分類されるようになった。
他の動物との類縁関係は長い間謎とされていた。古典的には形態の比較から扁形動物の類縁関係（扁平動物）を指摘する説がある一方、器官の類似から輪形動物や鉤頭動物と類縁関係にあるとされ、一部の分子生物学的な研究では線形動物や毛顎動物に近縁である可能性も示唆されていた。複数の分子系統解析では微顎動物・輪形動物などとともに担顎動物を構成し、顎口動物が担顎動物の他群との姉妹群になるという説が有力視されている。

## 特徴
- 三胚葉性だが体腔はない[3]。
- 頭部腹側にクチクラ性の固い一対の顎と1個の基盤を含む筋肉質の咽頭をもつ[3]。
- 循環器系や呼吸器はもたない。
- 消化器官は袋状であり、肛門をもたない[3]。
- 神経系は上皮にあり、頭部には触毛と呼ばれる感覚器がある。
- 雌雄同体で、精巣と卵巣の双方をもつ。交接針と呼ばれる陰茎に相当する器官をそなえ、他の個体の体内に精子を注入し受精を行う種もある。
- 受精卵は螺旋卵割をし、幼生を経ずに直接成体になる[3]。

## 分類
顎口動物門に属する動物は100種程度が知られている。
- 糸精子目（ハプログナチア目） Filospermoidea：精子に鞭毛がある。雌性の生殖器官である袋状器官や膣をもたない。
- 嚢腔目（グナトストムラ目） Bursovaginoidea：精子に鞭毛がない。袋状器官や膣をもつ。